# Inhuldiging

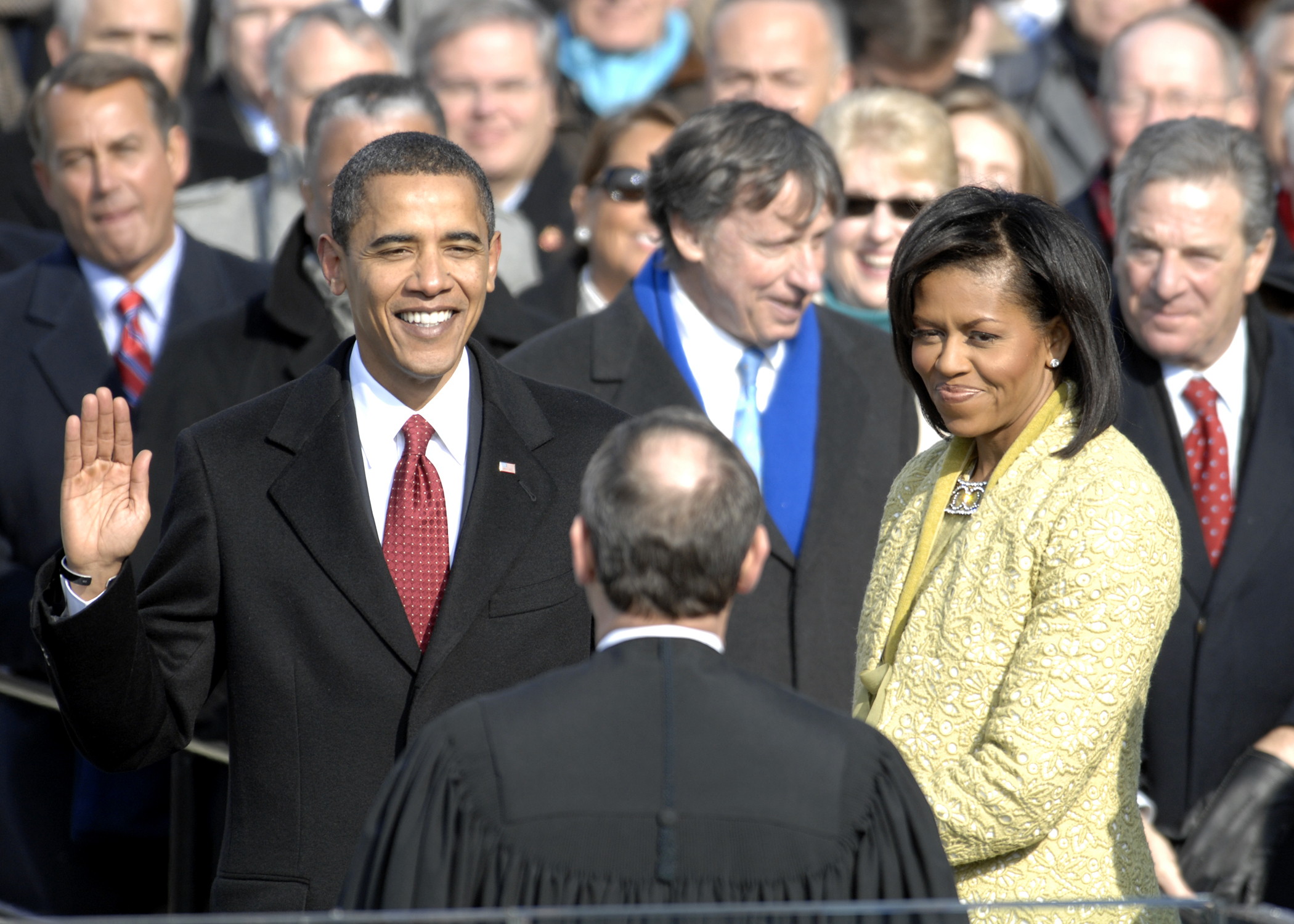
Barack Obama (links) tijdens zijn inauguratie als 44e president van de Verenigde Staten

Een inhuldiging is een plechtige ceremonie waarmee personen in hun ambt bevestigd worden. In het geval van het begin van een ambtstermijn van hoogwaardigheidsbekleders wordt ook van inauguratie gesproken. Het meest gangbare gebruik is in de context van een formele investituur waarbij een individu een positie aanneemt. Dit kunnen staatshoofden, regeringsleiders, pausen en hoogleraren zijn. 
Tijdens een inauguratie wordt er bij het officieel aanvaarden van de functie een inaugurele rede uitgesproken. Vaak omvat de ceremonie ook een eedaflegging. Hierbij zweert de gehuldigde getrouwheid gedurende zijn ambtstermijn aan de regels die eraan verbonden zijn. In het geval van een kroning, maar ook bij de inhuldiging in de Nederlandse Staten-Generaal, wordt de eedaflegging gevolgd door een eed of belofte van trouw aan de gehuldigde door de verzamelde volksvertegenwoordigers.
Inhuldigingen (met name die van hoogwaardigheidsbekleders) zijn over het algemeen onderhavig aan een vast protocol waarop de gebeurtenissen plaats dienen te vinden. Soms, zoals bij vorsten, zijn deze zelfs bij wet vastgelegd. De inhuldiging maakt dan deel uit van het gehele ceremonieel, waartoe verder ook de kroning of het overhandigen van pontificalia behoort.
Studentenverenigingen spreken ook wel over inauguratie bij het officieel toelaten van nieuwe leden. Dit is vooral een gebruik binnen het Aller Heiligen Convent. 

## Etymologie
In de voornaamste etymologische en taalkundige bronnen heet het dat "inhuldigen" slechts betrekking heeft op personen, maar dat "Zuid-Nederlandse schrijvers" zich het gebruik ervan veroorloven ten aanzien van gedenktekens en gebouwen. Ofschoon Van Dale zulk gebruik classificeert als Belgisch-Nederlands, beperkt het zich niet tot het corresponderende gebied. Inhuldigen valt te herleiden tot "huldigen", dat in de 17e eeuw in de plaats kwam van "hulden" (eer bewijzen). Aldus valt het woord "huldigen" terug te voeren tot het vroegmiddeleeuwse huldi (gunst).

## Nederland
De Nederlandse Grondwet bepaalt in artikel 32 dat de koning, nadat hij de uitoefening van het koninklijk gezag heeft aangevangen, zodra mogelijk wordt beëdigd en ingehuldigd in de hoofdstad Amsterdam in een openbare verenigde vergadering van de Staten-Generaal. De laatste inhuldiging van een Nederlandse koning, die van koning Willem-Alexander, vond plaats op 30 april 2013.

## Verenigde Staten
In het 22e amendement op de Amerikaanse grondwet staat bepaald dat de termijn van een president afloopt op 20 januari. Sindsdien is de presidentiële inhuldiging op die dag gepland, waar die voorheen in maart werd georganiseerd. Traditioneel vindt de inhuldiging plaats op de trappen van het gebouw van het Amerikaans Congres, waarbij de opperrechter van het hooggerechtshof de eed afneemt rond 12 uur 's-middags van de verkozen president. Wanneer 20 januari op een zondag valt, wordt de eed in een besloten kring afgenomen, en wordt de ceremonie de dag erna herhaald in het publiek.

### Trivia
- De inhuldiging van president William Henry Harrison van de Verenigde Staten vond plaats op een erg koude dag, 4 maart 1841. Hij gaf de langste inaugurele rede uit de Amerikaanse geschiedenis, bijna twee uur, en zou verkouden zijn geworden doordat hij geen winterjas droeg. Hij overleed een maand na zijn toespraak, mogelijk door longontsteking of een andere infectie door smerig drinkwater.[4]